# Lockheed Vega
Lockheed Vega – samolot pasażerski produkowany w zakładach w Los Angeles od czerwca 1927 r. 

## Historia
Prototyp samolotu oblatano 4 lipca 1927 r. W pierwotnej wersji osiągał prędkość przelotową 120 mph (193 km/h) i prędkość maksymalną 135 mph (217 km/h). Samolot w wersji L-5 od w 1929 roku posiadał silnik WASP B 430 KM, później montowano silnik WASP SC-1 450 KM. Prędkość maksymalna wynosiła, zależnie od wersji, 288–312 km/h. Liczba przewożonych pasażerów – od 4 do 6.
22 kwietnia 1928 George Hubert Wilkins wraz z pilotem Carlem Eielsonem prototypem tego samolotu przelecieli nad Arktyką z Point Barrow na Alasce na Spitsbergen, z międzylądowaniem na Wyspie Ellesmere’a. W 1932 r. amerykańska pilotka Amelia Earhart samotnie przeleciała tą maszyną nad Atlantykiem z Nowej Fundlandii do Irlandii Północnej.